# Bad Roads - Le strade del Donbass
Bad Roads - Le strade del Donbass (in ucraino Погані дороги?, Pohani dorohy; in russo Плохие дороги?, Plochie dorogi) è un film del 2020 scritto e diretto da Natalija Vorožbyt, al suo esordio alla regia. 
Adattamento cinematografico dell'omonima opera teatrale della stessa Vorožbyt, è stato il candidato ucraino come miglior film internazionale ai premi Oscar 2022, senza però riuscire a rientrare nella rosa finale.

## Trama
Il film è composto da quattro episodi ambientati nel Donbass durante la guerra che vi imperversa dal 2014:
- Un preside di una scuola media, rientrando ubriaco da una festa, passa un brutto quarto d'ora ad un posto di blocco dell'esercito ucraino, avendo con sé per sbaglio solo il documento d'identità della moglie e un fucile finto in macchina. La situazione peggiora ulteriormente quando gli pare di scorgere una delle sue studentesse nel mezzo di situazione spiacevole coi soldati.
- Mentre i bombardamenti deflagrano in lontananza, alla fermata notturna dell'autobus di un centro abitato in sfacelo una ragazzina orfana litiga con le amiche per problemi adolescenziali e poi anche con sua nonna, che le rinfaccia la relazione con un soldato ucraino più grande di lei.
- Una giornalista ucraina catturata dai separatisti viene portata da uno di questi in un sanatorio abbandonato allo scopo di violentarla, ma, invece di resistergli, l'accetta di buon grado, cosa che confonde completamente quest'ultimo essendo lui un sadico e prelude alla vendetta della donna.
- In piena campagna, una donna investe e uccide la chioccia di due anziani fattori, che approfittano del suo desiderio di rimborsarli per estorcerle quanto più possibile.

## Produzione
Un quinto episodio, su di un'infermiera militare ucraina che viaggia in auto col cadavere senza testa del soldato di cui era innamorata, è stato tagliato dalla distribuzione internazionale.

## Distribuzione
Il film è stato presentato in anteprima il 3 settembre 2020 alla Settimana internazionale della critica della 77ª Mostra internazionale d'arte cinematografica di Venezia, venendo distribuito nelle sale cinematografiche ucraine dal 20 maggio 2021, doppiato in ucraino. In Italia, è stato distribuito nelle sale da Trent Film a partire dal 28 aprile 2022, in concomitanza con l'invasione russa dell'Ucraina.

## Riconoscimenti
- 2020 - Mostra internazionale d'arte cinematografica di Venezia[4]
  - Premio Circolo del Cinema di Verona